# Car (film)
Car (ru. Царь) − rosyjski dramat historyczny z 2009 roku w reżyserii Pawła Łungina, który wraz z Aleksiejem Iwanowem napisał do niego scenariusz oraz był jednym z producentów. Zdjęcia kręcono w Suzdalu.
Film pokazuje cara Iwana Groźnego, jako człowieka zalęknionego o swoje zbawienie, który nikomu nie ufa i w lęku przed sądem Bożym wzywa do siebie swojego dawnego przyjaciela Filipa (mnicha). Te dwie postacie, kontrastując ze sobą uzmysławiają, jaka jest różnica pomiędzy prawdziwą pobożnością a dewocją.
Film został wyświetlony na 62. MFF w Cannes.

## Obsada
- Piotr Mamonow – Iwan Groźny
- Oleg Jankowski – Filip II (metropolita Moskwy)
- Anastasja Doncowa – Masza
- Jurij Kuzniecow – Maluta Skuratow
- Aleksandr Domogarow – Aleksiej Basmanow
- Aleksander Ilin – Fedka Basmanov
- Ramilia Iskander – Maria Tiemigriukowna
- Ville Haapasalo – Heinrich von Staden
- Iwan Ochłobystin – Wassian
- Aleksiej Makarow – wojewoda Kołyczowy